# Pinguicula fiorii
Pinguicula fiorii este o specie de plante carnivore din genul Pinguicula, familia Lentibulariaceae, ordinul Lamiales, descrisă de F. Tammaro și Amp; L. Pace. Conform Catalogue of Life specia Pinguicula fiorii nu are subspecii cunoscute.